# KRB II
A KRB II egy személyvonati szerkocsis gőzmozdony sorozat volt a Kronprinz Rudolf-Bahn-nál (KRB).

## Története
A KRB-nek a dombvidéki pályáira háromcsatlós személyvonati mozdonyokra volt szüksége. Ezért 15 db telítettgőzű mozdonyt rendelt 1868–1869-ben a Sigl bécsi gyárában, amit számozási rendszerében a II sorozat 1-29 pályaszámai alá sorolt be. A KRB-nél a személyvonati mozdonyok páratlan, a tehervonati és szertartályos mozdonyok páros pályaszámokat kaptak. Ezen kívül a mozdonyoknak- a kor szokásának megfelelően neveket is adtak: STEYR, LEOBEN, UNZMARKT, WALD, JUDENBURG, ST.VEIT, VILLACH, SCHAUERFELD, OSSIACH, KLAGENFURT, MÖSEL, GAISHORN, ROTTENMANN, WEYER és REICHRAMING.
A vasút 1884-es államosítása után a kkStB a hozzá került KRB-s mozdonyokat átszámozta. Számozási rendszerében előbb a 29 sorozatba, majd 1912-ben a Gölsdorf-féle szertartályos 29-es sorozat megjelenésekor átsorolták őket a 929-es sorozatba. 1895-ben a mozdonyok egy része új kazánt kapott (lásd: táblázatban).
A 929.14 és a 929.04  pályaszámú mozdonyok az Alsó-Ausztriai Államvasutakhoz (Niederösterreichische Landesbahnen, NÖLB) kerültek 5.01-5.02 pályaszámon.
Az első világháború után a megmaradt 929.09 pályaszámú mozdony a BBÖ-höz került, ahol 1923-ban selejtezték.

## Fordítás
- Ez a szócikk részben vagy egészben  a   KRB II című német Wikipédia-szócikk fordításán alapul.  Az eredeti cikk szerkesztőit annak laptörténete sorolja fel. Ez a jelzés csupán a megfogalmazás eredetét és a szerzői jogokat jelzi, nem szolgál a cikkben szereplő információk forrásmegjelöléseként.